# Out of the box
OOTB (англ. Out of the box — «з коробки») — жаргонне визначення особливості програми для ЕОМ або апаратної реалізації які працюють без встановлення будь-яких апаратних чи програмних розширень, функція буквально «з коробки». Для правильного включення іноді достатньо використати відповідний роз'єм.
Наприклад, якщо для підключення до Інтернету через Wi-Fi відразу після встановлення операційна система не вимагає додаткових драйверів або конфігурування, то, як кажуть, Wi-Fi працює «з коробки». Це важлива відмінність, оскільки Wi-Fi-адаптери не обов'язково нормально функціонують без деякої участі користувача у встановленні або налаштуванні.